# R319 (Ierland)
De R319 is een regionale weg in Ierland in het graafschap Mayo. De weg begint in Mulrany aan de N59 en loopt via de Michael Davitt-brug tot aan Keem Bay, op de noordwestelijke punt van het eiland Achill.
De weg is ruim 35,7 km lang en komt door de plaatsen Polranny (op het Corraun schiereiland), Achill Sound (op het eiland Achill), Bunacurry, Keel en Dooagh.
R101 · 
R102 · 
R103 · 
R104 · 
R105 · 
R106 · 
R107 · 
R108 · 
R109 · 
R110 · 
R111 · 
R112 · 
R113 · 
R114 · 
R115 · 
R116 · 
R117 · 
R118 · 
R119 · 
R120 · 
R121 · 
R122 · 
R123 · 
R124 · 
R125 · 
R126 · 
R127 · 
R128 · 
R129 · 
R130 · 
R131 · 
R132 · 
R133 · 
R134 · 
R135 · 
R136 · 
R137 · 
R138 · 
R139 · 
R147 · 
R148 · 
R149 · 
R150 · 
R151 · 
R152 · 
R153 · 
R154 · 
R155 · 
R156 · 
R157 · 
R158 · 
R159 · 
R160 · 
R161 · 
R162 · 
R163 · 
R164 · 
R165 · 
R166 · 
R167 · 
R168 · 
R169 · 
R170 · 
R171 · 
R172 · 
R173 · 
R174 · 
R175 · 
R176 · 
R177 · 
R178 · 
R179 · 
R180 · 
R181 · 
R182 · 
R183 · 
R184 · 
R185 · 
R186 · 
R187 · 
R188 · 
R189 · 
R190 · 
R191 · 
R192 · 
R193 · 
R194 · 
R195 · 
R196 · 
R197 · 
R198 · 
R199 · 
R200 · 
R201 · 
R202 · 
R203 · 
R204 · 
R205 · 
R206 · 
R207 · 
R208 · 
R209 · 
R210 · 
R211 · 
R212 · 
R213 · 
R214 · 
R215 · 
R229 · 
R230 · 
R231 · 
R232 · 
R233 · 
R234 · 
R235 · 
R236 · 
R237 · 
R238 · 
R239 · 
R240 · 
R241 · 
R242 · 
R243 · 
R244 · 
R245 · 
R246 · 
R247 · 
R248 · 
R249 · 
R250 · 
R251 · 
R252 · 
R253 · 
R254 · 
R255 · 
R256 · 
R257 · 
R258 · 
R259 · 
R260 · 
R261 · 
R262 · 
R263 · 
R264 · 
R265 · 
R266 · 
R267 · 
R268 · 
R277 · 
R278 · 
R279 · 
R280 · 
R281 · 
R282 · 
R283 · 
R284 · 
R285 · 
R286 · 
R287 · 
R288 · 
R289 · 
R290 · 
R291 · 
R292 · 
R293 · 
R294 · 
R295 · 
R296 · 
R297 · 
R298 · 
R299 · 
R300 · 
R310 · 
R311 · 
R312 · 
R313 · 
R314 · 
R315 · 
R316 · 
R317 · 
R318 · 
R319 · 
R320 · 
R321 · 
R322 · 
R323 · 
R324 · 
R325 · 
R326 · 
R327 · 
R328 · 
R329 · 
R330 · 
R331 · 
R332 · 
R333 · 
R334 · 
R335 · 
R336 · 
R337 · 
R338 · 
R339 · 
R340 · 
R341 · 
R342 · 
R343 · 
R344 · 
R345 · 
R346 · 
R347 · 
R348 · 
R349 · 
R350 · 
R351 · 
R352 · 
R353 · 
R355 · 
R356 · 
R357 · 
R358 · 
R359 · 
R360 · 
R361 · 
R362 · 
R363 · 
R364 · 
R365 · 
R366 · 
R367 · 
R368 · 
R369 · 
R370 · 
R371 · 
R372 · 
R373 · 
R374 · 
R375 · 
R376 · 
R377 · 
R378 · 
R379 · 
R389 · 
R390 · 
R391 · 
R392 · 
R393 · 
R394 · 
R395 · 
R396 · 
R397 · 
R398 · 
R399 · 
R400 · 
R401 · 
R402 · 
R403 · 
R404 · 
R405 · 
R406 · 
R407 · 
R408 · 
R409 · 
R410 · 
R411 · 
R412 · 
R413 · 
R414 · 
R415 · 
R416 · 
R417 · 
R418 · 
R419 · 
R420 · 
R421 · 
R422 · 
R423 · 
R424 · 
R425 · 
R426 · 
R427 · 
R428 · 
R429 · 
R430 · 
R431 · 
R432 · 
R433 · 
R434 · 
R435 · 
R436 · 
R437 · 
R438 · 
R439 · 
R440 · 
R441 · 
R442 · 
R443 · 
R444 · 
R445 · 
R446 · 
R448 · 
R449 · 
R458 · 
R459 · 
R460 · 
R461 · 
R462 · 
R463 · 
R464 · 
R465 · 
R466 · 
R467 · 
R468 · 
R469 · 
R470 · 
R471 · 
R472 · 
R473 · 
R474 · 
R475 · 
R476 · 
R477 · 
R478 · 
R479 · 
R480 · 
R481 · 
R482 · 
R483 · 
R484 · 
R485 · 
R486 · 
R487 · 
R488 · 
R489 · 
R490 · 
R491 · 
R492 · 
R493 · 
R494 · 
R495 · 
R496 · 
R497 · 
R498 · 
R499 · 
R500 · 
R501 · 
R502 · 
R503 · 
R504 · 
R505 · 
R506 · 
R507 · 
R509 · 
R510 · 
R511 · 
R512 · 
R513 · 
R514 · 
R515 · 
R516 · 
R517 · 
R518 · 
R519 · 
R520 · 
R521 · 
R522 · 
R523 · 
R524 · 
R525 · 
R526 · 
R527 · 
R548 · 
R549 · 
R550 · 
R551 · 
R552 · 
R553 · 
R554 · 
R555 · 
R556 · 
R557 · 
R558 · 
R559 · 
R560 · 
R561 · 
R563 · 
R564 · 
R565 · 
R566 · 
R567 · 
R568 · 
R569 · 
R570 · 
R571 · 
R572 · 
R573 · 
R574 · 
R575 · 
R576 · 
R577 · 
R578 · 
R579 · 
R580 · 
R581 · 
R582 · 
R583 · 
R584 · 
R585 · 
R586 · 
R587 · 
R588 · 
R589 · 
R590 · 
R591 · 
R592 · 
R593 · 
R594 · 
R595 · 
R596 · 
R597 · 
R598 · 
R599 · 
R600 · 
R601 · 
R602 · 
R603 · 
R604 · 
R605 · 
R606 · 
R607 · 
R608 · 
R610 · 
R611 · 
R612 · 
R613 · 
R614 · 
R615 · 
R616 · 
R617 · 
R618 · 
R619 · 
R620 · 
R621 · 
R622 · 
R623 · 
R624 · 
R626 · 
R627 · 
R628 · 
R629 · 
R630 · 
R631 · 
R632 · 
R633 · 
R634 · 
R635 · 
R637 · 
R638 · 
R639 · 
R640 · 
R641 · 
R659 · 
R660 · 
R661 · 
R662 · 
R663 · 
R664 · 
R665 · 
R666 · 
R667 · 
R668 · 
R669 · 
R670 · 
R671 · 
R672 · 
R673 · 
R674 · 
R675 · 
R676 · 
R677 · 
R678 · 
R679 · 
R680 · 
R681 · 
R682 · 
R683 · 
R684 · 
R685 · 
R686 · 
R687 · 
R688 · 
R689 · 
R690 · 
R691 · 
R692 · 
R693 · 
R694 · 
R695 · 
R696 · 
R697 · 
R698 · 
R699 · 
R700 · 
R701 · 
R702 · 
R703 · 
R704 · 
R705 · 
R706 · 
R707 · 
R708 · 
R709 · 
R710 · 
R711 · 
R712 · 
R713 · 
R724 · 
R725 · 
R726 · 
R727 · 
R729 · 
R730 · 
R731 · 
R732 · 
R733 · 
R734 · 
R735 · 
R736 · 
R737 · 
R738 · 
R739 · 
R740 · 
R741 · 
R742 · 
R743 · 
R744 · 
R745 · 
R746 · 
R747 · 
R748 · 
R749 · 
R750 · 
R751 · 
R752 · 
R753 · 
R754 · 
R755 · 
R756 · 
R757 · 
R758 · 
R759 · 
R760 · 
R761 · 
R762 · 
R763 · 
R764 · 
R765 · 
R766 · 
R767 · 
R768 · 
R769 · 
R770 · 
R772 · 
R773 · 
R774 · 
R801 · 
R802 · 
R803 · 
R804 · 
R805 · 
R806 · 
R807 · 
R808 · 
R809 · 
R810 · 
R811 · 
R812 · 
R813 · 
R814 · 
R815 · 
R816 · 
R817 · 
R818 · 
R819 · 
R820 · 
R821 · 
R822 · 
R824 · 
R825 · 
R826 · 
R827 · 
R828 · 
R829 · 
R830 · 
R831 · 
R833 · 
R834 · 
R835 · 
R837 · 
R838 · 
R839 · 
R840 · 
R842 · 
R843 · 
R846 · 
R847 · 
R848 · 
R849 · 
R851 · 
R852 · 
R853 · 
R854 · 
R855 · 
R857 · 
R858 · 
R859 · 
R860 · 
R861 · 
R863 · 
R864 · 
R865 · 
R866 · 
R867 · 
R868 · 
R870 · 
R871 · 
R873 · 
R874 · 
R875 · 
R876 · 
R877 · 
R880 · 
R883 · 
R884 · 
R885 · 
R886 · 
R887 · 
R888 · 
R889 · 
R890 · 
R895 · 
R899 · 
R900 · 
R901 · 
R903 · 
R904 · 
R906 · 
R907 · 
R908 · 
R909 · 
R910 · 
R911 · 
R912 · 
R913 · 
R914 · 
R915 · 
R916 · 
R917 · 
R918 · 
R919 · 
R920 · 
R921 · 
R923 · 
R924 · 
R925 · 
R926 · 
R927 · 
R928 · 
R929 · 
R930 · 
R931 · 
R932 · 
R933 · 
R934 · 
R935 · 
R936 · 
R937 · 
R938 · 
R940 · 
R941